# Vooys
Vooys, tijdschrift voor letteren is een Nederlands literair-wetenschappelijk tijdschrift. Het blad is in 1982 opgericht en komt sindsdien viermaal per jaar uit. Iedere uitgave bevat academische artikelen van zowel gevestigde wetenschappers als studenten. Daarnaast bevat iedere editie luchtigere rubrieken als een interview, een column en recensies. Het tijdschrift is vernoemd naar de Utrechtse neerlandicus C.G.N. de Vooys.
Het tijdschrift kent zijn thuishaven aan de Universiteit van Utrecht, waar de redactie wekelijks vergadert. Vooys wordt sinds zijn ontstaan geleid door studenten, aanvankelijk voornamelijk van de Universiteit Utrecht, maar inmiddels ook studenten van de universiteiten van Amsterdam, Leiden en Nijmegen. Het blad neemt een middenpositie in tussen wetenschappelijk vakblad en breed publiekstijdschrift. Bijdragen aan Vooys worden verzorgd door zowel gevestigde namen uit de letterkunde en literatuurwetenschap (waaronder Geert Buelens, Marieke van Delft, Jan Baetens, Mieke Bal en Frans Willem Korsten) als onbekend talent.
Vooys heeft ongeveer 350 abonnees. Het blad is tevens los verkrijgbaar in boekhandels in onder andere Amsterdam, Antwerpen en Utrecht en is in te zien bij diverse universiteitsbibliotheken. Vanaf 2012 worden jaargangen van Vooys met een vertraging van twee jaar digitaal beschikbaar gesteld via de Digitale Bibliotheek voor de Nederlandse Letteren.